# Kuźma Turhan
Kuźma Siergiejewicz Turhan (Кузьма Сергеевич Турхан, właściwe Кузьма Сергеевич Сергеев, ur. 8 października 1915 we wsi Podlesnyje Czuracziki, zm. 29 maja 1988 w Czeboksarach) – czuwaski pisarz, tłumacz i redaktor.

## Życiorys
Urodził się we wsi Podlesnyje Czuracziki w guberni kazańskiej w Imperium Rosyjskim (obecnie Rejon Komsomolski Republiki Czuwaskiej). W dzieciństwie stracił rodziców, wychował się w sierocińcu.
W 1934 ukończył technikum pedagogiczne w Kanaszu. W latach 1935–1937 studiował zaocznie w Instytucie Dziennikarstwa w Leningradzie.
1934–1935 pracował jako nauczyciel języka i literatury w szkole w Czuraczikach (Rejon Kazański). W latach 1935–1937 oraz 1940–1941 był redaktorem, a w latach 1944–1948 głównym redaktorem w Komitecie Radioinformacji przy Radzie Ministrów Czuwaskiej ASRR. W 1937 powołany do Armii Czerwonej, brał udział w zajęciu Zachodniej Białorusi (wrzesień 1939) i wojnie wojny radziecko-fińskiej (zima 1939/1940). W 1940 zdemobilizowany ze względu na stan zdrowia. 1940–1942 redaktor Wydawnictwa Książkowego Czuwaszji (Чăвашгосиздат). 1942–1944 naczelnik Czuwaszgławlitu (Чувашглавлит - Główny Urząd Cenzury Czuwaskiej ASRR).
Od 1948 zawodowo zajął się pisaniem. Członek Związku Pisarzy ZSRR od 1965. Był odznaczony Orderem Wojny Ojczyźnianej II stopnia (1985), Orderem „Znak Honoru”. Laureat Nagrody Państwowej Czuwaskiej ASRR im. K.W. Iwanowa za wybitne prace z zakresu literatury i sztuki za rok 1976.
Zmarł w Czeboksarach (Czuwaszja, Federacja Rosyjska) w wieku 72 lat.

## Twórczość
Pisał po czuwasku. Zaczął publikować w periodykach w latach 30. XX wieku. W 1941 wydał pierwszy zbiór opowiadań Атакăра (W ataku) napisanych na podstawie swoich wojennych doświadczeń. Pierwsza powieść Йăмраллă ял (Wieś na miotłach) ukazała się w 1951, odzwierciedla ona życie czuwaskiej wsi w trakcie i po II wojnie światowej. Świat czuwaskiej wsi ukazał również w powieści dla dzieci Кĕтне хĕрринче (W Kubnej) i noweli Çĕр суранĕ (Rany ziemi). Był również autorem tłumaczeń na język czuwaski prac Nikołaja Gogola (Taras Bulba), Konstantina Simonowa i innych.
Głównym dziełem prozaika jest trylogia Sĕve Atăla yuhsa kuret (Swijaga wpada do Wołgi, T.1 1960, T.2 1967, T.3 1976, rosyjskie tłumaczenie wydane w 1985 r.). Osadzona w XVI wieku powieść przedstawia dramatyczne wydarzenia związane z włączeniem terenów zamieszkałych przez Czuwaszów i inne narody Powołża do Rosji.

## Wybrane publikacje
- Атакăра (W ataku, opowiadania) - Чăвашгосиздат, Czeboksary 1941
- Opowiadania i eseje - 1942
- Пулеметчик Иван Смирнов (Strzelec Iwan Smirnow, esej) - Czeboksary 1942
- Йăмраллă ял (Wieś na miotłach, powieść) - Czeboksary 1951
- Кĕтне хĕрринче (W Kubnej, powieść) - Czeboksary 1955
- Çĕр суранĕ (Rany ziemi, nowela) - Czeboksary 1963
- Сĕве Атăла юхса кĕрет (Swijaga wpada do Wołgi, powieść w trzech tomach) - Czeboksary 1960, 1967, 1976
- Çĕпĕрти тĕлпулусем (Syberyjskie spotkania, opowiadania i eseje) - Czeboksary 1981
- Свияга впадает в Волгу (Swijaga wpada do Wołgi, rosyjskie tłumaczenie) - Czeboksary 1985